# Simone Cercato
Simone Cercato (né le 25 février 1975) est un nageur italien. Il participe aux Jeux olympiques d'été de 2004 et participe au relais 4x200m nage libre où il remporte la médaille de bronze avec ses coéquipiers Emiliano Brembilla, Filippo Magnini et Massimiliano Rosolino.

## Palmarès

### Jeux olympiques
- Jeux olympiques de 2004 à Athènes,  Grèce
  -  Médaille de bronze